# Europameisterschaften 2019
Als Europameisterschaft 2019 oder EM 2019 bezeichnet man folgende Europameisterschaften, die im Jahr 2019 stattgefunden haben:
- Artistique-Europameisterschaft 2019
- Biathlon-Europameisterschaften 2019
- BMX-Rennsport-Europameisterschaften 2019
- Bob- und Skeleton-Europameisterschaften 2019
- Halleneuropameisterschaften im Bogenschießen 2019
- Eiskunstlauf-Europameisterschaften 2019 in Minsk, Belarus
- Europameisterschaften im Gewichtheben 2019 in Batumi, Georgien
- Judo-Europameisterschaften 2019 in Minsk, Belarus
- Kanuslalom-Europameisterschaften 2019 in Pau, Frankreich
- Leichtathletik:
  - Crosslauf-Europameisterschaften 2019
  - Leichtathletik-Halleneuropameisterschaften 2019
  - Leichtathletik-Team-Europameisterschaft 2019
- Rennrodel-Europameisterschaften 2019 in Oberhof, Deutschland
- Ringer-Europameisterschaften 2019 in Bukarest, Rumänien
- Schach-Europameisterschaft der Frauen 2019
- Squash-Europameisterschaft 2019
- Squash-Mannschaftseuropameisterschaft 2019
- Tischtennis-Europameisterschaft 2019 in Nantes, Frankreich
- Europameisterschaften im Wasserspringen 2019

Europameisterschaften 2019 der Jugend und Junioren:
- Fußball
  - U-17-Fußball-Europameisterschaft 2019 in Irland
  - U-19-Fußball-Europameisterschaft 2019 in Armenien
  - U-21-Fußball-Europameisterschaft 2019 in Italien und San Marino
- Leichtathletik:
  - Leichtathletik-U20-Europameisterschaften 2019
  - Leichtathletik-U23-Europameisterschaften 2019